# Wschodnia Grańka

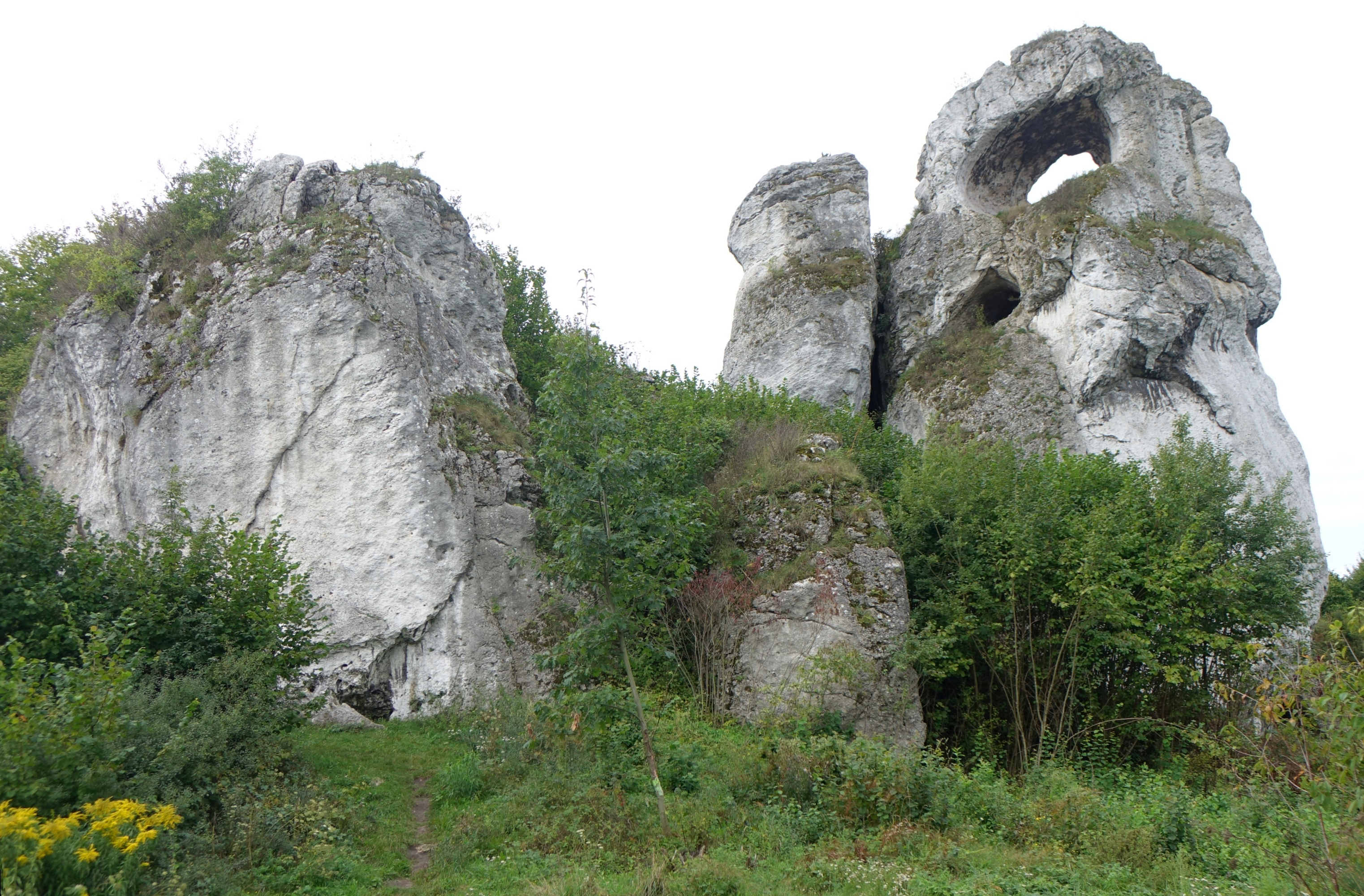
Wschodnia Grańka, Muminek i Okiennik

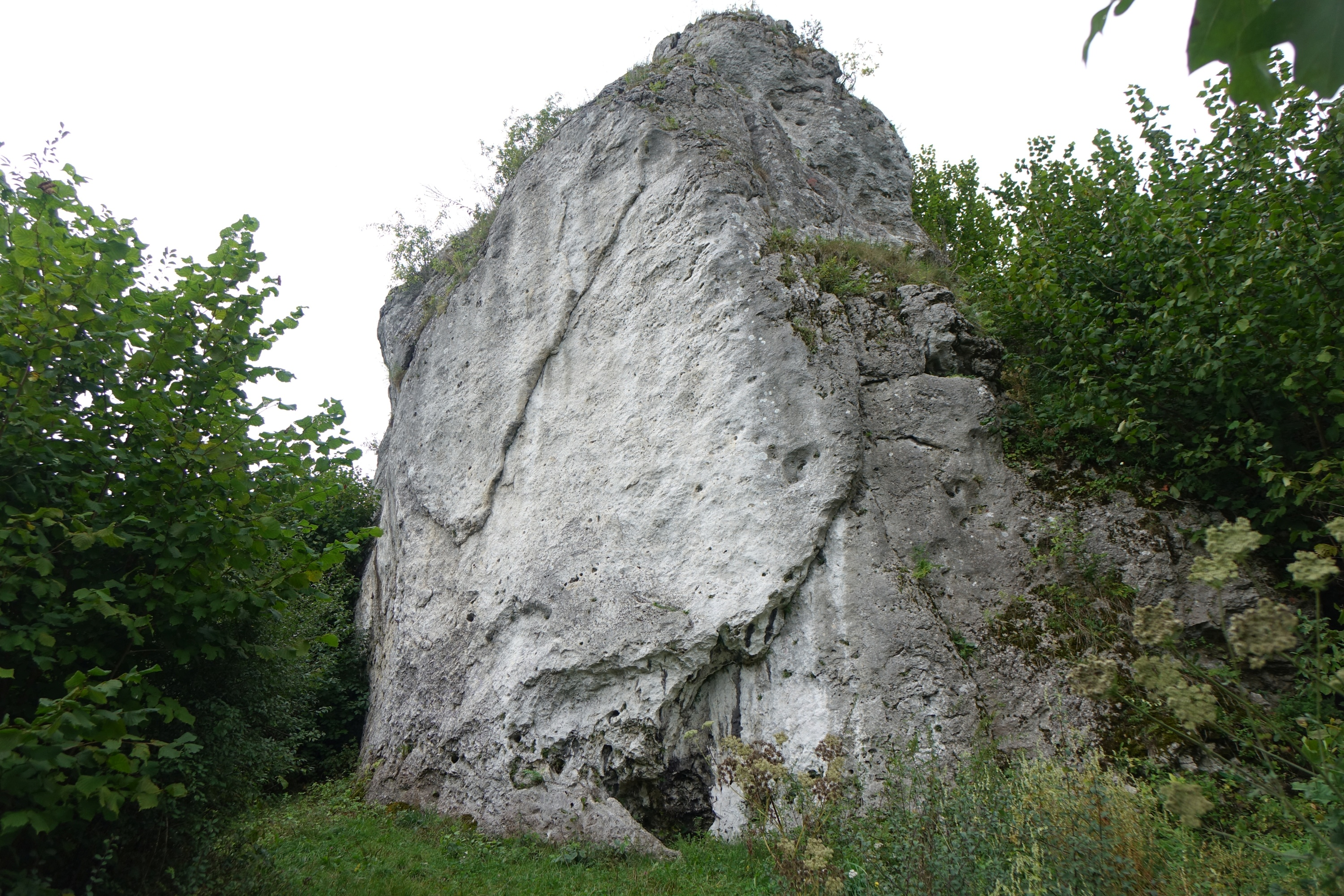
Wschodnia Grańka

Wschodnia Grańka, Wschodnia Grań – skała w masywie Okiennika Wielkiego, zwanego też Okiennikiem Dużym lub Okiennikiem Skarżyckim. Znajduje się w granicach wsi Piaseczno w województwie śląskim, w powiecie zawierciańskim, w gminie Włodowice na Wyżynie Częstochowskiej.
Wschodnia Grańka jest najdalej na wschód wysuniętą skałą w masywie Okiennika Wielkiego i sąsiaduje z Muminkiem. Zbudowany jest z wapieni, ma wysokość 10 m i uprawiana jest na niejwspinaczka skalna.

## Drogi wspinaczkowe
Wśród wspinaczy skalnych Wschodnia Grańka ma średnią popularność. Jest na niej 6 dróg wspinaczkowych o trudności od IV do VI.4+ w skali polskiej. Na trzech z nich zamontowano stałe punkty asekuracyjne: ringi (r) i dwa ringi zjazdowe (drz), na pozostałych wspinaczka tradycyjna (trad).
1. Marsz weselny; VI.3+, 3r + drz
2. Spotkajmy się o północy; VI.4+, 4r + drz
3. Pozytywne myśli; VI.2+, 4r + drz (droga szczególnie polecana)
4. Rysa w kancie; V, trad
5. Północny filarek; IV, trad
6. Podwójna rysa; V+, trad[1].